# Незірколист маленький
Незірколист маленький (Anastrophyllum minutum) — вид печіночників порядку юнгерманіальних (Jungermanniales).
Таксон вважається синонімом Sphenolobus minutus (Schreb. ex Cranz) Berggr.

## Поширення
Батьківщиною є Європа, Африка, Азія, Північна Америка.
Росте на різних кислих субстратах у тінистих, від помірно свіжих до помірно сухих, переважно багатих гумусом місцях.

## Характеристика
Рослини сягають до 3 сантиметрів завдовжки, приблизно від 0,8 до 1,2 міліметра завширшки і утворюють нещільні килимки від жовто-коричневого до коричнево-зеленого кольору, а в глибоких затінених місцях вони також утворюють зелені килимки. Дуже регулярне листя надає рослині гребінчастий вигляд. Бокові листки, що ростуть на стеблі поперечно і виступають, човноподібні, рідше кулясті, до 0,6 мм завдовжки, розділені у верхній третині на дві загострені або округлі частки. Клітини листя мають розмір приблизно до 20 мікрометрів, мають округлу квадратну або прямокутну форму, клітинні стінки потовщені. На одну клітину припадає від 3 до 10 масляних тілець. Підлистки відсутні. Статевий розподіл дводомний. Іноді на кінчиках стебел утворюються виводкові тіла, червоні, кутасті, розміром від 15 до 30 мікрометрів і зазвичай двоклітинні.